# Certonotus cestus
Certonotus cestus là một loài tò vò trong họ Ichneumonidae.